# Harshavarman I.
Harshavarman I. († 923) regierte von 910 bis 923 das Khmer-Reich.
Nach dem Tod von Yasovarman I. folgten ihm seine zwei Söhne auf den Thron.  Das Khmer-Reich schien sich nach dem Tod ihres Vaters rasch aufzulösen. 
Harshavarman I., der ältere Sohn von Yasorvaman I., übernahm im Jahr  910 n. Chr. als Erster die Macht, er setzte seine Regierung in der Hauptstadt von Yashodharapura fort. Die beiden Brüder waren in einen Machtkampf mit ihrem Onkel mütterlicherseits Jayavarman IV. verwickelt. Der Onkel war möglicherweise aus Angkor abgezogen, um in einer Entfernung von ungefähr 100 Kilometer seine eigene Hauptstadt zu errichten.
Man weiß nur wenig über Harshavarman. Sicher ist, dass er einen kleinen Tempelberg von Baksei Chamkrong am Fuße des Phnom Bakheng errichtete, den er seinen Eltern widmete. Er starb im Jahr 923, sein Nachfolger wurde sein jüngerer Bruder Ishanavarman II.